# 玄鶴山房
『玄鶴山房』（げんかくさんぼう）は、芥川龍之介が1927年（昭和2年）に総合雑誌『中央公論』1月号に1章と2章を発表し、遅れて同誌2月号に残る4章を1章、2章とともに発表した小説である。

## 解説
芥川龍之介の自殺する半年前から書かれた作品であり、吉本隆明は、芥川の「人生は地獄より地獄的である」という「娑婆苦」の概念を表現した作品では、「玄鶴山房」が最上との評価を残している。当初、この作品は中央公論1月号で全章を掲載する予定であったが、芥川龍之介の筆が進まず、滝井孝作や斎藤茂吉にその旨を打ち明ける手紙を送っている。また、1927年1月に放火と保険金詐欺の疑いを受けた姉の夫が鉄道自殺する事件が起こり、その子と借金を請け負うことになった芥川龍之介は、岩野英枝らに困窮を訴える手紙を残している。
これらの苦悶の末に完成した玄鶴山房は、登場人物それぞれの視線で負の感情に焦点を当てながら、それを表面に出すことなく、表向き穏やかな生活をしている様子を描いた作品になっている。鬱屈した重苦しい人間関係がこの作品の特色であり、第5章の主人公玄鶴の視点では「生きる」ことの苦しさと、「死」への恐怖が書き綴られている。

## あらすじ
物語は表題になった玄鶴山房での人間関係を中心に進められる。離れで肺結核により寝込んでいる主人玄鶴と、その家族の複雑な心理が芥川の筆で赤裸々に描き出されていく。看護婦の甲野は他人の不幸を享楽とし、家庭的悲劇を後押しする。しかし、病床にある主人公は自らが元凶であるその悲劇を、ただ傍観することしかできなかった。

## 登場人物
- 玄鶴 - 主人公。肺結核を患い、病床に伏している。
- 重吉 - 娘婿。銀行勤めで悪人ではないが、冷たい性格。
- お鈴 - 娘。父の死にあたり、父親の愛人、お芳から財産を守ることに心を奪われている。
- お鳥 - 主人公の妻。7～8年前から寝たきりだが、お芳への嫉妬から家族に辛くあたる。
- 甲野 - 看護婦。二面性があり、他人の不幸に喜びを覚える性を持つ。